# Атанас Костов (юрист)
Атанас Богомилов Костов е български юрист, лектор по право и общественик.

## Биография
Адвокат Костов е роден на 10 ноември 1974 г. в град Пловдив. Завършва право в Пловдивския университет „Паисий Хилендарски“ през 1999 г., като след това кариерата му се развива като адвокат по интелектуална собственост.
През 2019 г. в местните избори Атанас Костов е номиниран за кмет на град Пловдив от коалицията „Демократична България“ с презумпцията, че Костов е надпартийна личност, обединяваща идеите на трите формации в коалицията като екоактивист, общественик и най-вече поради фокуса му като юрист върху дигитализацията и електронното управление.
През 2020 г. Атанас Костов инициира акцията „Да осъдим АПИ за лошите пътища“, заради отсечката Стара Загора – Чирпан, поради наложено незаконно ограничение на скоростта на този участък от магистралата от 90 км, без спазването на каквато и да е формална и законова процедура. Данните сочат, че на базата на тази практика на АПИ са събрани незаконни глоби в размер на повече от 30 милиона лева. Инициативата е подкрепена от 18 000 български граждани.
Животът му извън правото е свързан с изкуството и културата. Още като дете е хорист в „Хора на пловдивските момчета „Стефка Благоева“, с който печели множество международни награди. По-късно пее и в академичния хор „Иван Спасов", като участва в множество негови турнета и концерти в цяла Европа. В студентските си години е вокалист на популярната през 90-те години психеделик рок група „Шангри-ла“.

## Кариера
Атанас Костов е специалист по авторско право и индустриална собственост, като има засилен интерес към Интернет правото и дигитализацията, както и свързаните с нея изкуствен интелект и роботика. През 2017 г. е номиниран за „Адвокат на годината“г., а водената от него кантора е номинирана за „Кантора на годината“ през 2018. Дълги години Атанас Костов е и основен юридически консултант в областта на авторското право към Камарата на архитектите в България(КАБ), относно архитектурните права и техните авторскоправни аспекти.
Атанас Костов е европейски патентен адвокат към Службата за интелектуална собственост на Европейския съюз (EUIPO) и представител по индустриална собственост в българското Патентно ведомство. Като консултант в работна група към законодателната комисия е участвал в разработването на промени в Закона за авторското право и сродните му права. Бил е член на консултативния съвет по авторско право и интелектуална собственост към Министерство на културата на България.
През 2015 г. инициира две наказателни производства в обществен интерес срещу замърсяването на атмосферния въздух в Пловдив. Участвал е многократно в доброволчески акции за залесяването и почистването на Пловдив. През 2020 г. с група екоактивисти засяват над 1000 дъба в района на ж.к „Тракия“ в гр. Пловдив. Личният му принос към подобряване на околната среда е, че е активен колоездач и не използва автомобил в градска среда.
Костов е лектор на множество семинари в областта на интелектуалната собственост.

## Публикации
Атанас Костов е автор на 5 книги, над 80 научни статии на български и английски език, издадени от юридически издателства като „Труд и право“ и издателството на „Съюза на юристите“ – „Общество и право“. В тях предлага редица експертни решения на проблеми, свързани с дигиталното управление, авторските права, търговските марки, софтуерната и блокчейн индустрията. Като консултант на Фондация за свободен софтуер Европа е работил в областта на системите с отворен код под обществен лиценз (GNU General Public License) и проблемите на интернет правото за бизнес среда и потребителски права. Като адвокат Атанас Костов има съдебна практика в областта на интелектуалната собственост пред Софийски градски съд, Административен съд София, Комисия за защита на конкуренцията, Върховен административен съд и Съда на Европейския съюз.
- „Хипотези в авторското право. Теория и практика“ (2010) [7]
- „Опозиция на търговска марка“ (2011).
- „Интелектуалната собственост в интернет“ (2012).
- „Търговските марки и авторските права в интернет пространството“ (2015).
- „Авторското право в архитектурата“ (2019).